# Lantmännen
Die Lantmännen ek för ist eine schwedische Genossenschaft im Bereich Lebensmittelerzeugung und -handel, Energie, Maschinenbau und Landwirtschaft. Anteilseigner sind 18.256 schwedische Landwirte.

## SW Seed

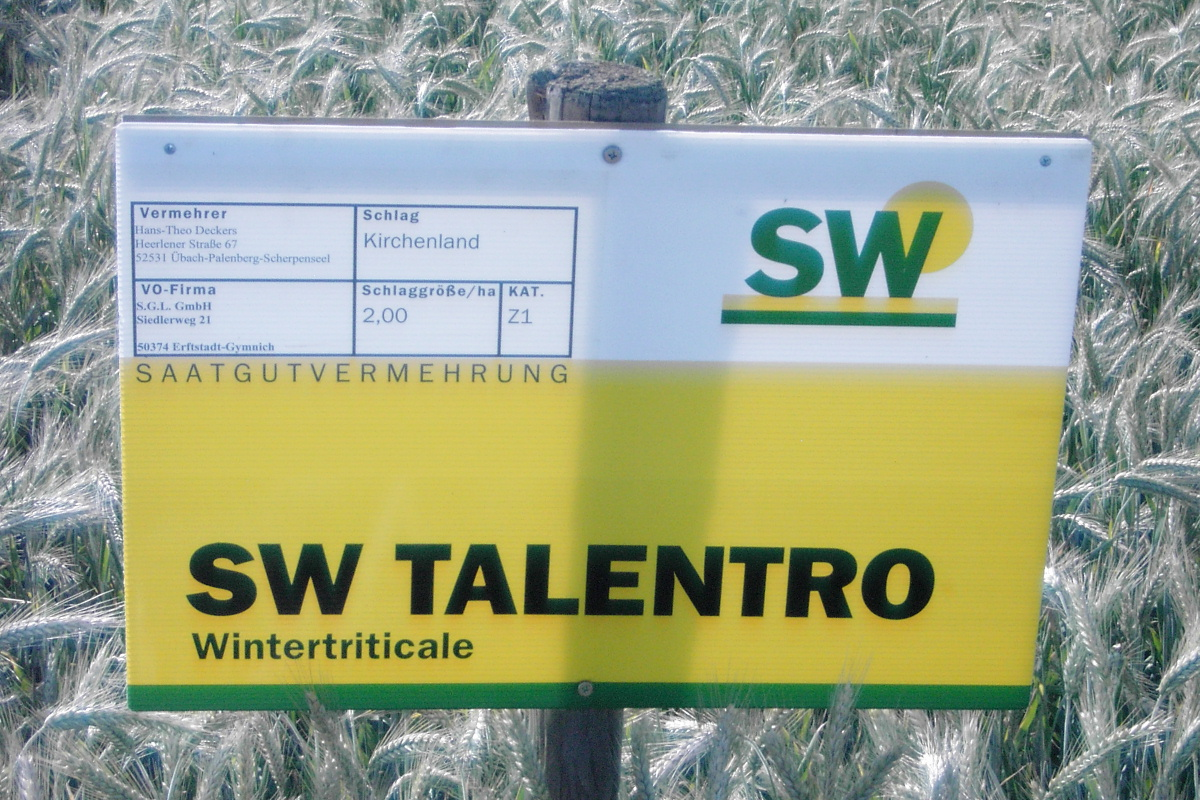
Saatgutvermehrung der SW Seed in Deutschland

Lantmännen SW Seed ist ein internationales Unternehmen für Pflanzenzüchtung. Sein Kerngeschäft ist die Entwicklung und Vermarktung regional stark angepasster Sorten. 
Lantmännen SW Seed bietet Saatgut von 15 verschiedenen Kulturen an, die in vier Zuchtstationen in Svalöv, Lännäs (beide Schweden), Hadmersleben (Deutschland) und Emmeloord (Niederlande) erzeugt werden. Die wichtigsten Märkte sind Nord- und Mitteleuropa. Lantmännen SW Seed besitzt Tochtergesellschaften in den Niederlanden, Deutschland, Polen und Lettland.